# Eleições europeias de 2019 em Leiria

## Resultados Oficiais
| Partido                 | Partido                        | Votos   | %               | +/-  |
| ----------------------- | ------------------------------ | ------- | --------------- | ---- |
|                         | Partido Social Democrata       | 12 024  | 28,52 / 100,00  | -    |
|                         | Partido Socialista             | 10 573  | 25,08 / 100,00  | 3,37 |
|                         | Bloco de Esquerda              | 4 044   | 9,59 / 100,00   | 4,82 |
|                         | CDS – Partido Popular          | 3 361   | 7,97 / 100,00   | -    |
|                         | Pessoas–Animais–Natureza       | 2 137   | 5,07 / 100,00   | 3,18 |
|                         | Coligação Democrática Unitária | 1 136   | 2,69 / 100,00   | 3,04 |
|                         | Aliança                        | 1 131   | 2,68 / 100,00   | Novo |
|                         | LIVRE                          | 815     | 1,93 / 100,00   | 0,57 |
|                         | Basta!                         | 620     | 1,47 / 100,00   | 0,41 |
|                         | Nós, Cidadãos!                 | 555     | 1,32 / 100,00   | Novo |
|                         | Outros (com menos de 1,00%)    | 1 254   | 2,97 / 100,00   |      |
| Votos Inválidos         | Votos Inválidos                | 4 513   | 10,70 / 100,00  | 1,18 |
| Total                   | Total                          | 42 163  | 100,00 / 100,00 |      |
| Eleitorado/Participação | Eleitorado/Participação        | 112 917 | 37,34 / 100,00  | 2,74 |

## Resultados por Freguesia
Os resultados seguintes referem-se aos partidos que obtiveram mais de 1,00% dos votos:
| Freguesia                         | %     | %     | %     | %     | %    | %    | %    | %    | %    | %    | Votantes |
| Freguesia                         | PSD   | PS    | BE    | CDS   | PAN  | CDU  | A    | L    | B!   | NC!  | Votantes |
| --------------------------------- | ----- | ----- | ----- | ----- | ---- | ---- | ---- | ---- | ---- | ---- | -------- |
| Amor                              | 21,47 | 27,97 | 9,05  | 9,05  | 4,86 | 3,52 | 2,39 | 2,47 | 1,42 | 1,12 | 1 337    |
| Arrabal                           | 35,05 | 19,03 | 9,26  | 10,88 | 4,03 | 1,91 | 2,11 | 1,71 | 1,61 | 0,70 | 993      |
| Bajouca                           | 50,87 | 11,59 | 3,71  | 10,54 | 5,56 | 0,81 | 1,51 | 2,09 | 0,46 | 0,70 | 863      |
| Bidoeira de Cima                  | 54,01 | 10,32 | 3,44  | 7,31  | 2,72 | 0,43 | 2,44 | 1,15 | 1,72 | 0,72 | 698      |
| Caranguejeira                     | 47,07 | 15,12 | 5,45  | 7,77  | 4,15 | 0,89 | 1,66 | 0,71 | 1,42 | 0,71 | 1 687    |
| Coimbrão                          | 24,43 | 35,50 | 7,03  | 5,27  | 5,10 | 2,64 | 2,46 | 1,23 | 0,88 | 0,35 | 569      |
| Colmeias e Memória                | 42,14 | 22,19 | 5,01  | 7,51  | 4,15 | 0,78 | 1,81 | 1,30 | 0,95 | 1,12 | 1 158    |
| Leiria, Pousos, Barreira e Cortes | 23,97 | 25,52 | 12,39 | 7,81  | 5,97 | 3,03 | 3,23 | 2,64 | 1,45 | 1,57 | 11 568   |
| Maceira                           | 21,70 | 32,86 | 10,31 | 6,15  | 4,32 | 3,27 | 2,75 | 1,28 | 1,47 | 0,98 | 3 055    |
| Marrazes e Barosa                 | 20,51 | 29,31 | 12,35 | 6,23  | 6,20 | 4,32 | 3,21 | 2,40 | 2,00 | 1,72 | 7 035    |
| Milagres                          | 30,84 | 28,27 | 6,26  | 7,04  | 3,24 | 1,23 | 1,45 | 0,89 | 1,12 | 0,89 | 895      |
| Monte Real e Carvide              | 22,52 | 31,51 | 10,82 | 6,18  | 4,25 | 3,26 | 2,10 | 1,66 | 1,38 | 1,16 | 1 812    |
| Monte Redondo e Carreira          | 29,61 | 27,68 | 5,08  | 9,06  | 4,86 | 3,04 | 1,55 | 1,38 | 0,44 | 0,94 | 1 810    |
| Parceiros e Azoia                 | 24,18 | 27,81 | 12,18 | 6,88  | 5,12 | 2,64 | 2,90 | 2,25 | 0,99 | 1,53 | 2 618    |
| Regueira de Pontes                | 24,51 | 29,45 | 6,28  | 9,42  | 5,08 | 2,39 | 3,59 | 1,20 | 2,99 | 1,05 | 669      |
| Santa Catarina da Serra e Chainça | 49,20 | 13,22 | 3,53  | 10,64 | 3,68 | 0,65 | 2,44 | 1,14 | 0,84 | 0,89 | 2 012    |
| Santa Eufémia e Boa Vista         | 39,58 | 16,69 | 5,42  | 11,69 | 3,66 | 1,76 | 1,62 | 1,13 | 3,45 | 2,25 | 1 420    |
| Souto da Carpalhosa e Ortigosa    | 35,85 | 17,97 | 5,86  | 12,73 | 3,62 | 0,92 | 2,55 | 1,17 | 1,02 | 0,97 | 1 964    |
| Leiria                            | 28,52 | 25,08 | 9,59  | 7,97  | 5,07 | 2,69 | 2,68 | 1,93 | 1,47 | 1,32 | 42 163   |

#### Amor
| Partido                 | Partido                        | Votos | %               | +/-  |
| ----------------------- | ------------------------------ | ----- | --------------- | ---- |
|                         | Partido Socialista             | 374   | 27,97 / 100,00  | 6,14 |
|                         | Partido Social Democrata       | 287   | 21,47 / 100,00  | -    |
|                         | Bloco de Esquerda              | 121   | 9,05 / 100,00   | 3,94 |
|                         | CDS – Partido Popular          | 121   | 9,05 / 100,00   | -    |
|                         | Pessoas–Animais–Natureza       | 65    | 4,86 / 100,00   | 3,41 |
|                         | Coligação Democrática Unitária | 47    | 3,52 / 100,00   | 3,81 |
|                         | LIVRE                          | 33    | 2,47 / 100,00   | 0,66 |
|                         | Aliança                        | 32    | 2,39 / 100,00   | Novo |
|                         | Basta!                         | 19    | 1,42 / 100,00   | 0,27 |
|                         | Nós, Cidadãos!                 | 15    | 1,12 / 100,00   | Novo |
|                         | Outros (com menos de 1,00%)    | 41    | 3,07 / 100,00   |      |
| Votos Inválidos         | Votos Inválidos                | 182   | 13,61 / 100,00  | 0,02 |
| Total                   | Total                          | 1 337 | 100,00 / 100,00 |      |
| Eleitorado/Participação | Eleitorado/Participação        | 4 068 | 32,87 / 100,00  | 1,13 |

#### Arrabal
| Partido                 | Partido                        | Votos | %               | +/-  |
| ----------------------- | ------------------------------ | ----- | --------------- | ---- |
|                         | Partido Social Democrata       | 348   | 35,05 / 100,00  | -    |
|                         | Partido Socialista             | 189   | 19,03 / 100,00  | 2,76 |
|                         | CDS – Partido Popular          | 108   | 10,88 / 100,00  | -    |
|                         | Bloco de Esquerda              | 92    | 9,26 / 100,00   | 6,50 |
|                         | Pessoas–Animais–Natureza       | 40    | 4,03 / 100,00   | 2,80 |
|                         | Aliança                        | 21    | 2,11 / 100,00   | Novo |
|                         | Coligação Democrática Unitária | 19    | 1,91 / 100,00   | 1,77 |
|                         | LIVRE                          | 17    | 1,71 / 100,00   | 0,95 |
|                         | Basta!                         | 16    | 1,61 / 100,00   | 0,18 |
|                         | Outros (com menos de 1,00%)    | 30    | 3,03 / 100,00   |      |
| Votos Inválidos         | Votos Inválidos                | 113   | 11,38 / 100,00  | 0,60 |
| Total                   | Total                          | 993   | 100,00 / 100,00 |      |
| Eleitorado/Participação | Eleitorado/Participação        | 2 394 | 41,48 / 100,00  | 2,54 |

#### Bajouca
| Partido                 | Partido                     | Votos | %               | +/-  |
| ----------------------- | --------------------------- | ----- | --------------- | ---- |
|                         | Partido Social Democrata    | 439   | 50,87 / 100,00  | -    |
|                         | Partido Socialista          | 100   | 11,59 / 100,00  | 5,00 |
|                         | CDS – Partido Popular       | 91    | 10,54 / 100,00  | -    |
|                         | Pessoas–Animais–Natureza    | 48    | 5,56 / 100,00   | 3,80 |
|                         | Bloco de Esquerda           | 32    | 3,71 / 100,00   | 1,73 |
|                         | LIVRE                       | 18    | 2,09 / 100,00   | 0,11 |
|                         | Aliança                     | 13    | 1,51 / 100,00   | Novo |
|                         | Outros (com menos de 1,00%) | 36    | 4,17 / 100,00   |      |
| Votos Inválidos         | Votos Inválidos             | 86    | 9,96 / 100,00   | 1,14 |
| Total                   | Total                       | 863   | 100,00 / 100,00 |      |
| Eleitorado/Participação | Eleitorado/Participação     | 1 790 | 48,21 / 100,00  | 0,62 |

#### Bidoeira de Cima
| Partido                 | Partido                     | Votos | %               | +/-  |
| ----------------------- | --------------------------- | ----- | --------------- | ---- |
|                         | Partido Social Democrata    | 377   | 54,01 / 100,00  | -    |
|                         | Partido Socialista          | 72    | 10,32 / 100,00  | 3,87 |
|                         | CDS – Partido Popular       | 51    | 7,31 / 100,00   | -    |
|                         | Bloco de Esquerda           | 24    | 3,44 / 100,00   | 1,29 |
|                         | Pessoas–Animais–Natureza    | 19    | 2,72 / 100,00   | 1,72 |
|                         | Aliança                     | 17    | 2,44 / 100,00   | Novo |
|                         | Basta!                      | 12    | 1,72 / 100,00   | 1,01 |
|                         | LIVRE                       | 8     | 1,15 / 100,00   | 0,86 |
|                         | Iniciativa Liberal          | 8     | 1,15 / 100,00   | Novo |
|                         | Outros (com menos de 1,00%) | 16    | 2,30 / 100,00   |      |
| Votos Inválidos         | Votos Inválidos             | 94    | 13,47 / 100,00  | 0,57 |
| Total                   | Total                       | 698   | 100,00 / 100,00 |      |
| Eleitorado/Participação | Eleitorado/Participação     | 2 067 | 33,77 / 100,00  | 1,05 |

#### Caranguejeira
| Partido                 | Partido                     | Votos | %               | +/-  |
| ----------------------- | --------------------------- | ----- | --------------- | ---- |
|                         | Partido Social Democrata    | 794   | 47,07 / 100,00  | -    |
|                         | Partido Socialista          | 255   | 15,12 / 100,00  | 4,63 |
|                         | CDS – Partido Popular       | 131   | 7,77 / 100,00   | -    |
|                         | Bloco de Esquerda           | 92    | 5,45 / 100,00   | 3,49 |
|                         | Pessoas–Animais–Natureza    | 70    | 4,15 / 100,00   | 2,48 |
|                         | Aliança                     | 28    | 1,66 / 100,00   | Novo |
|                         | Basta!                      | 24    | 1,42 / 100,00   | 0,73 |
|                         | Outros (com menos de 1,00%) | 73    | 4,33 / 100,00   |      |
| Votos Inválidos         | Votos Inválidos             | 220   | 13,04 / 100,00  | 0,76 |
| Total                   | Total                       | 1 687 | 100,00 / 100,00 |      |
| Eleitorado/Participação | Eleitorado/Participação     | 4 397 | 38,37 / 100,00  | 0,25 |

#### Coimbrão
| Partido                 | Partido                                         | Votos | %               | +/-  |
| ----------------------- | ----------------------------------------------- | ----- | --------------- | ---- |
|                         | Partido Socialista                              | 202   | 35,50 / 100,00  | 4,37 |
|                         | Partido Social Democrata                        | 139   | 24,43 / 100,00  | -    |
|                         | Bloco de Esquerda                               | 40    | 7,03 / 100,00   | 3,45 |
|                         | CDS – Partido Popular                           | 30    | 5,27 / 100,00   | -    |
|                         | Pessoas–Animais–Natureza                        | 29    | 5,10 / 100,00   | 3,49 |
|                         | Coligação Democrática Unitária                  | 15    | 2,64 / 100,00   | 1,12 |
|                         | Aliança                                         | 14    | 2,46 / 100,00   | Novo |
|                         | Partido Comunista dos Trabalhadores Portugueses | 8     | 1,41 / 100,00   | 0,52 |
|                         | LIVRE                                           | 7     | 1,23 / 100,00   | 0,20 |
|                         | Outros (com menos de 1,00%)                     | 18    | 3,17 / 100,00   |      |
| Votos Inválidos         | Votos Inválidos                                 | 67    | 11,77 / 100,00  | 3,26 |
| Total                   | Total                                           | 569   | 100,00 / 100,00 |      |
| Eleitorado/Participação | Eleitorado/Participação                         | 1 639 | 34,72 / 100,00  | 3,54 |

#### Colmeias e Memória
| Partido                 | Partido                     | Votos | %               | +/-  |
| ----------------------- | --------------------------- | ----- | --------------- | ---- |
|                         | Partido Social Democrata    | 488   | 42,14 / 100,00  | -    |
|                         | Partido Socialista          | 257   | 22,19 / 100,00  | 5,70 |
|                         | CDS – Partido Popular       | 87    | 7,51 / 100,00   | -    |
|                         | Bloco de Esquerda           | 58    | 5,01 / 100,00   | 2,86 |
|                         | Pessoas–Animais–Natureza    | 48    | 4,15 / 100,00   | 3,20 |
|                         | Aliança                     | 21    | 1,81 / 100,00   | Novo |
|                         | LIVRE                       | 15    | 1,30 / 100,00   | 0,27 |
|                         | Nós, Cidadãos!              | 13    | 1,12 / 100,00   | Novo |
|                         | Outros (com menos de 1,00%) | 56    | 4,84 / 100,00   |      |
| Votos Inválidos         | Votos Inválidos             | 115   | 9,93 / 100,00   | 0,91 |
| Total                   | Total                       | 1 158 | 100,00 / 100,00 |      |
| Eleitorado/Participação | Eleitorado/Participação     | 4 002 | 28,94 / 100,00  | 2,71 |

#### Leiria, Pousos, Barreira e Cortes
| Partido                 | Partido                        | Votos  | %               | +/-  |
| ----------------------- | ------------------------------ | ------ | --------------- | ---- |
|                         | Partido Socialista             | 2 952  | 25,52 / 100,00  | 0,91 |
|                         | Partido Social Democrata       | 2 773  | 23,97 / 100,00  | -    |
|                         | Bloco de Esquerda              | 1 433  | 12,39 / 100,00  | 5,99 |
|                         | CDS – Partido Popular          | 904    | 7,81 / 100,00   | -    |
|                         | Pessoas–Animais–Natureza       | 691    | 5,97 / 100,00   | 3,74 |
|                         | Aliança                        | 374    | 3,23 / 100,00   | Novo |
|                         | Coligação Democrática Unitária | 351    | 3,03 / 100,00   | 4,14 |
|                         | LIVRE                          | 305    | 2,64 / 100,00   | 0,46 |
|                         | Nós, Cidadãos!                 | 182    | 1,57 / 100,00   | Novo |
|                         | Basta!                         | 168    | 1,45 / 100,00   | 0,32 |
|                         | Iniciativa Liberal             | 143    | 1,24 / 100,00   | Novo |
|                         | Outros (com menos de 1,00%)    | 229    | 1,98 / 100,00   |      |
| Votos Inválidos         | Votos Inválidos                | 1 063  | 9,19 / 100,00   | 2,28 |
| Total                   | Total                          | 11 568 | 100,00 / 100,00 |      |
| Eleitorado/Participação | Eleitorado/Participação        | 28 609 | 40,43 / 100,00  | 4,17 |

#### Maceira
| Partido                 | Partido                        | Votos | %               | +/-  |
| ----------------------- | ------------------------------ | ----- | --------------- | ---- |
|                         | Partido Socialista             | 1 004 | 32,86 / 100,00  | 3,46 |
|                         | Partido Social Democrata       | 663   | 21,70 / 100,00  | -    |
|                         | Bloco de Esquerda              | 315   | 10,31 / 100,00  | 5,48 |
|                         | CDS – Partido Popular          | 188   | 6,15 / 100,00   | -    |
|                         | Pessoas–Animais–Natureza       | 132   | 4,32 / 100,00   | 2,76 |
|                         | Coligação Democrática Unitária | 100   | 3,27 / 100,00   | 3,93 |
|                         | Aliança                        | 84    | 2,75 / 100,00   | Novo |
|                         | Basta!                         | 45    | 1,47 / 100,00   | 0,43 |
|                         | LIVRE                          | 39    | 1,28 / 100,00   | 1,05 |
|                         | Outros (com menos de 1,00%)    | 125   | 4,09 / 100,00   |      |
| Votos Inválidos         | Votos Inválidos                | 360   | 11,79 / 100,00  | 0,03 |
| Total                   | Total                          | 3 055 | 100,00 / 100,00 |      |
| Eleitorado/Participação | Eleitorado/Participação        | 8 418 | 36,29 / 100,00  | 0,69 |

#### Marrazes e Barosa
| Partido                 | Partido                        | Votos  | %               | +/-  |
| ----------------------- | ------------------------------ | ------ | --------------- | ---- |
|                         | Partido Socialista             | 2 062  | 29,31 / 100,00  | 2,03 |
|                         | Partido Social Democrata       | 1 443  | 20,51 / 100,00  | -    |
|                         | Bloco de Esquerda              | 869    | 12,35 / 100,00  | 5,90 |
|                         | CDS – Partido Popular          | 438    | 6,23 / 100,00   | -    |
|                         | Pessoas–Animais–Natureza       | 436    | 6,20 / 100,00   | 3,55 |
|                         | Coligação Democrática Unitária | 304    | 4,32 / 100,00   | 4,64 |
|                         | Aliança                        | 226    | 3,21 / 100,00   | Novo |
|                         | LIVRE                          | 169    | 2,40 / 100,00   | 0,65 |
|                         | Basta!                         | 141    | 2,00 / 100,00   | 0,99 |
|                         | Nós, Cidadãos!                 | 121    | 1,72 / 100,00   | Novo |
|                         | Outros (com menos de 1,00%)    | 209    | 2,98 / 100,00   |      |
| Votos Inválidos         | Votos Inválidos                | 617    | 8,77 / 100,00   | 1,78 |
| Total                   | Total                          | 7 035  | 100,00 / 100,00 |      |
| Eleitorado/Participação | Eleitorado/Participação        | 21 534 | 32,67 / 100,00  | 2,39 |

#### Milagres
| Partido                 | Partido                        | Votos | %               | +/-   |
| ----------------------- | ------------------------------ | ----- | --------------- | ----- |
|                         | Partido Social Democrata       | 276   | 30,84 / 100,00  | -     |
|                         | Partido Socialista             | 253   | 28,27 / 100,00  | 10,15 |
|                         | CDS – Partido Popular          | 63    | 7,04 / 100,00   | -     |
|                         | Bloco de Esquerda              | 56    | 6,26 / 100,00   | 1,89  |
|                         | Pessoas–Animais–Natureza       | 29    | 3,24 / 100,00   | 2,71  |
|                         | Aliança                        | 13    | 1,45 / 100,00   | Novo  |
|                         | Coligação Democrática Unitária | 11    | 1,23 / 100,00   | 2,74  |
|                         | Basta!                         | 10    | 1,12 / 100,00   | 0,31  |
|                         | Outros (com menos de 1,00%)    | 41    | 4,58 / 100,00   |       |
| Votos Inválidos         | Votos Inválidos                | 143   | 15,98 / 100,00  | 2,35  |
| Total                   | Total                          | 895   | 100,00 / 100,00 |       |
| Eleitorado/Participação | Eleitorado/Participação        | 2 830 | 31,63 / 100,00  | 6,02  |

#### Monte Real e Carvide
| Partido                 | Partido                        | Votos | %               | +/-  |
| ----------------------- | ------------------------------ | ----- | --------------- | ---- |
|                         | Partido Socialista             | 571   | 31,51 / 100,00  | 4,36 |
|                         | Partido Social Democrata       | 408   | 22,52 / 100,00  | -    |
|                         | Bloco de Esquerda              | 196   | 10,82 / 100,00  | 5,52 |
|                         | CDS – Partido Popular          | 112   | 6,18 / 100,00   | -    |
|                         | Pessoas–Animais–Natureza       | 77    | 4,25 / 100,00   | 3,18 |
|                         | Coligação Democrática Unitária | 59    | 3,26 / 100,00   | 1,98 |
|                         | Aliança                        | 38    | 2,10 / 100,00   | Novo |
|                         | LIVRE                          | 30    | 1,66 / 100,00   | 0,99 |
|                         | Basta!                         | 25    | 1,38 / 100,00   | 0,31 |
|                         | Nós, Cidadãos!                 | 21    | 1,16 / 100,00   | Novo |
|                         | Outros (com menos de 1,00%)    | 65    | 3,59 / 100,00   |      |
| Votos Inválidos         | Votos Inválidos                | 210   | 11,59 / 100,00  | 0,69 |
| Total                   | Total                          | 1 812 | 100,00 / 100,00 |      |
| Eleitorado/Participação | Eleitorado/Participação        | 5 010 | 36,17 / 100,00  | 2,02 |

#### Monte Redondo e Carreira
| Partido                 | Partido                        | Votos | %               | +/-  |
| ----------------------- | ------------------------------ | ----- | --------------- | ---- |
|                         | Partido Social Democrata       | 536   | 29,61 / 100,00  | -    |
|                         | Partido Socialista             | 501   | 27,68 / 100,00  | 6,40 |
|                         | CDS – Partido Popular          | 164   | 9,06 / 100,00   | -    |
|                         | Bloco de Esquerda              | 92    | 5,08 / 100,00   | 1,80 |
|                         | Pessoas–Animais–Natureza       | 88    | 4,86 / 100,00   | 3,38 |
|                         | Coligação Democrática Unitária | 55    | 3,04 / 100,00   | 2,43 |
|                         | Aliança                        | 28    | 1,55 / 100,00   | Novo |
|                         | LIVRE                          | 25    | 1,38 / 100,00   | 0,48 |
|                         | Outros (com menos de 1,00%)    | 85    | 4,69 / 100,00   |      |
| Votos Inválidos         | Votos Inválidos                | 236   | 13,04 / 100,00  | 0,58 |
| Total                   | Total                          | 1 810 | 100,00 / 100,00 |      |
| Eleitorado/Participação | Eleitorado/Participação        | 4 830 | 37,47 / 100,00  | 2,07 |

#### Parceiros e Azoia
| Partido                 | Partido                        | Votos | %               | +/-  |
| ----------------------- | ------------------------------ | ----- | --------------- | ---- |
|                         | Partido Socialista             | 728   | 27,81 / 100,00  | 2,42 |
|                         | Partido Social Democrata       | 633   | 24,18 / 100,00  | -    |
|                         | Bloco de Esquerda              | 319   | 12,18 / 100,00  | 5,86 |
|                         | CDS – Partido Popular          | 180   | 6,88 / 100,00   | -    |
|                         | Pessoas–Animais–Natureza       | 134   | 5,12 / 100,00   | 2,95 |
|                         | Aliança                        | 76    | 2,90 / 100,00   | Novo |
|                         | Coligação Democrática Unitária | 69    | 2,64 / 100,00   | 3,29 |
|                         | LIVRE                          | 59    | 2,25 / 100,00   | 0,09 |
|                         | Nós, Cidadãos!                 | 40    | 1,53 / 100,00   | Novo |
|                         | Outros (com menos de 1,00%)    | 100   | 3,82 / 100,00   |      |
| Votos Inválidos         | Votos Inválidos                | 280   | 10,69 / 100,00  | 2,53 |
| Total                   | Total                          | 2 618 | 100,00 / 100,00 |      |
| Eleitorado/Participação | Eleitorado/Participação        | 6 267 | 41,77 / 100,00  | 4,13 |

#### Regueira de Pontes
| Partido                 | Partido                        | Votos | %               | +/-  |
| ----------------------- | ------------------------------ | ----- | --------------- | ---- |
|                         | Partido Socialista             | 197   | 29,45 / 100,00  | 8,41 |
|                         | Partido Social Democrata       | 164   | 24,51 / 100,00  | -    |
|                         | CDS – Partido Popular          | 63    | 9,42 / 100,00   | -    |
|                         | Bloco de Esquerda              | 42    | 6,28 / 100,00   | 2,28 |
|                         | Pessoas–Animais–Natureza       | 34    | 5,08 / 100,00   | 2,56 |
|                         | Aliança                        | 24    | 3,59 / 100,00   | Novo |
|                         | Basta!                         | 20    | 2,99 / 100,00   | 2,10 |
|                         | Coligação Democrática Unitária | 16    | 2,39 / 100,00   | 2,35 |
|                         | LIVRE                          | 8     | 1,20 / 100,00   | 1,47 |
|                         | Nós, Cidadãos!                 | 7     | 1,05 / 100,00   | Novo |
|                         | Outros (com menos de 1,00%)    | 19    | 2,84 / 100,00   |      |
| Votos Inválidos         | Votos Inválidos                | 75    | 11,21 / 100,00  | 5,09 |
| Total                   | Total                          | 669   | 100,00 / 100,00 |      |
| Eleitorado/Participação | Eleitorado/Participação        | 1 863 | 35,91 / 100,00  | 1,19 |

#### Santa Catarina da Serra e Chainça
| Partido                 | Partido                         | Votos | %               | +/-  |
| ----------------------- | ------------------------------- | ----- | --------------- | ---- |
|                         | Partido Social Democrata        | 990   | 49,20 / 100,00  | -    |
|                         | Partido Socialista              | 266   | 13,22 / 100,00  | 2,62 |
|                         | CDS – Partido Popular           | 214   | 10,64 / 100,00  | -    |
|                         | Pessoas–Animais–Natureza        | 74    | 3,68 / 100,00   | 2,40 |
|                         | Bloco de Esquerda               | 71    | 3,53 / 100,00   | 1,71 |
|                         | Aliança                         | 49    | 2,44 / 100,00   | Novo |
|                         | LIVRE                           | 23    | 1,14 / 100,00   | 0,18 |
|                         | Partido Democrático Republicano | 23    | 1,14 / 100,00   | Novo |
|                         | Outros (com menos de 1,00%)     | 88    | 4,38 / 100,00   |      |
| Votos Inválidos         | Votos Inválidos                 | 214   | 10,64 / 100,00  | 0,21 |
| Total                   | Total                           | 2 012 | 100,00 / 100,00 |      |
| Eleitorado/Participação | Eleitorado/Participação         | 4 307 | 46,71 / 100,00  | 0,87 |

#### Santa Eufémia e Boa Vista
| Partido                 | Partido                        | Votos | %               | +/-  |
| ----------------------- | ------------------------------ | ----- | --------------- | ---- |
|                         | Partido Social Democrata       | 562   | 39,58 / 100,00  | -    |
|                         | Partido Socialista             | 237   | 16,69 / 100,00  | 4,40 |
|                         | CDS – Partido Popular          | 166   | 11,69 / 100,00  | -    |
|                         | Bloco de Esquerda              | 77    | 5,42 / 100,00   | 2,29 |
|                         | Pessoas–Animais–Natureza       | 52    | 3,66 / 100,00   | 1,55 |
|                         | Basta!                         | 49    | 3,45 / 100,00   | 1,85 |
|                         | Nós, Cidadãos!                 | 32    | 2,25 / 100,00   | Novo |
|                         | Coligação Democrática Unitária | 25    | 1,76 / 100,00   | 1,37 |
|                         | Aliança                        | 23    | 1,62 / 100,00   | Novo |
|                         | LIVRE                          | 16    | 1,13 / 100,00   | 0,91 |
|                         | Outros (com menos de 1,00%)    | 29    | 2,04 / 100,00   |      |
| Votos Inválidos         | Votos Inválidos                | 152   | 10,70 / 100,00  | 0,94 |
| Total                   | Total                          | 1 420 | 100,00 / 100,00 |      |
| Eleitorado/Participação | Eleitorado/Participação        | 3 774 | 37,63 / 100,00  | 2,73 |

#### Souto da Carpalhosa e Ortigosa
| Partido                 | Partido                     | Votos | %               | +/-  |
| ----------------------- | --------------------------- | ----- | --------------- | ---- |
|                         | Partido Social Democrata    | 704   | 35,85 / 100,00  | -    |
|                         | Partido Socialista          | 353   | 17,97 / 100,00  | 4,62 |
|                         | CDS – Partido Popular       | 250   | 12,73 / 100,00  | -    |
|                         | Bloco de Esquerda           | 115   | 5,86 / 100,00   | 3,85 |
|                         | Pessoas–Animais–Natureza    | 71    | 3,62 / 100,00   | 1,94 |
|                         | Aliança                     | 50    | 2,55 / 100,00   | Novo |
|                         | LIVRE                       | 23    | 1,17 / 100,00   | 0,67 |
|                         | Basta!                      | 20    | 1,02 / 100,00   | 0,12 |
|                         | Outros (com menos de 1,00%) | 92    | 4,69 / 100,00   |      |
| Votos Inválidos         | Votos Inválidos             | 286   | 14,56 / 100,00  | 1,81 |
| Total                   | Total                       | 1 964 | 100,00 / 100,00 |      |
| Eleitorado/Participação | Eleitorado/Participação     | 5 118 | 38,37 / 100,00  | 4,40 |